# Gąska wielka

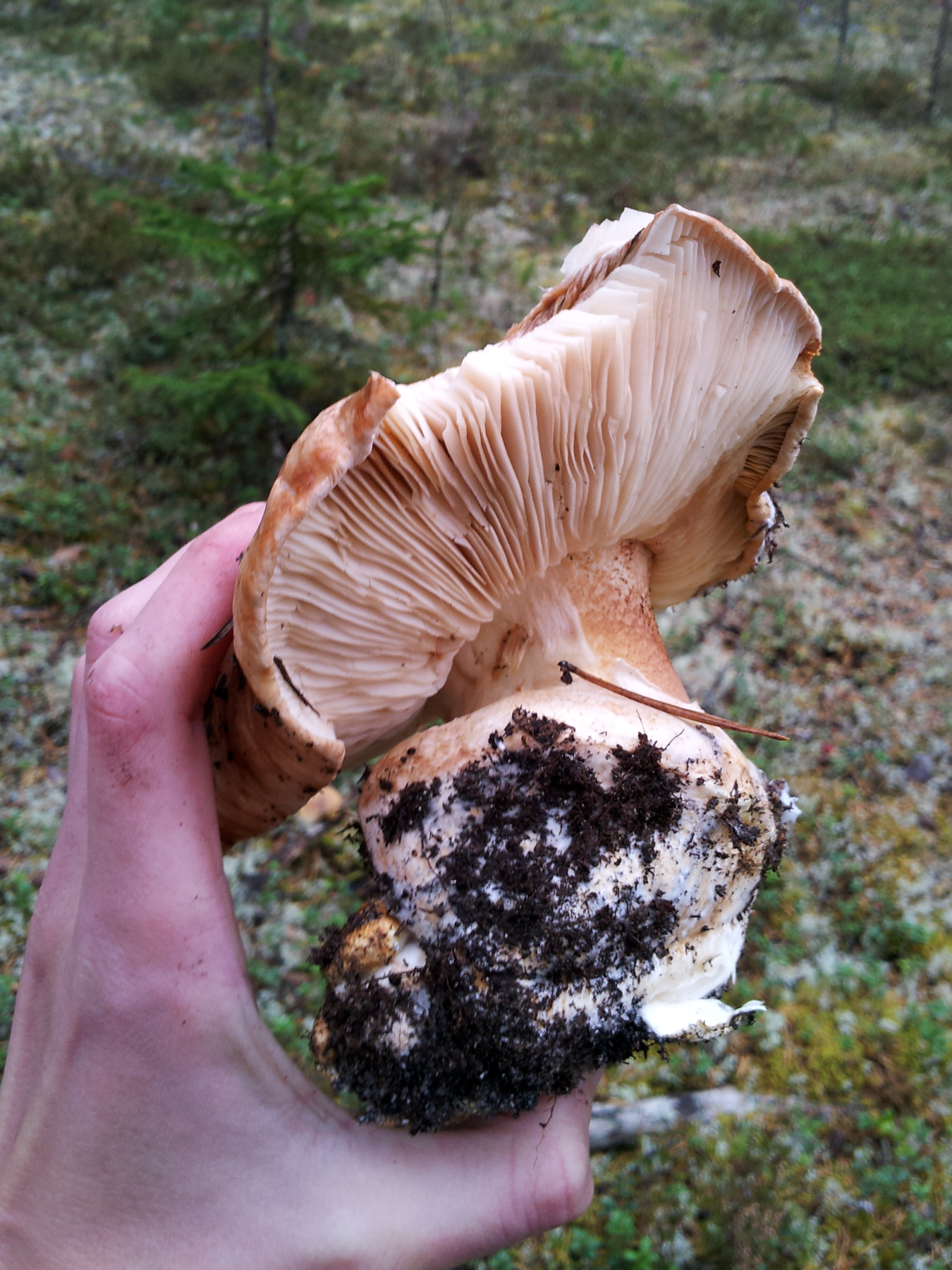

Gąska wielka, gąska olbrzymia (Tricholoma colossus (Fr.) Quél.) – gatunek grzybów z rodziny gąskowatych (Tricholomataceae).

## Systematyka i nazewnictwo
Pozycja w klasyfikacji według Index Fungorum: Tricholoma, Tricholomataceae, Agaricales, Agaricomycetidae, Agaricomycetes, Agaricomycotina, Basidiomycota, Fungi.
Po raz pierwszy takson ten zdiagnozował w 1838 r. Elias Fries nadając mu nazwę Agaricus colossus. Obecną, uznaną przez Index Fungorum nazwę nadał mu w 1872 r. Lucien Quélet, przenosząc go do rodzaju Tricholoma. Synonimy naukowe:

- Agaricus colossus Fr. 1838
- Armillaria colossus (Fr.) Boud. 1900
- Gyrophila colossus (Fr.) Quél., 1886
- Megatricholoma colossus (Fr.) G. Kost 1984

Nazwę polską podał Władysław Wojewodaw 2003 r.

## Morfologia
Kapelusz
Średnicy 10–25 cm, barwy czerwonobrązowej, dojrzewający charakteryzuje się długo podwiniętym, białawym brzegiem, o powierzchni pokrytej nagą i mazistą skórką.
Hymenofor
Blaszkowy, blaszki barwy białokremowej, u dojrzałych owocników z brązowymi plamami, o regularnej tramie.
Trzon
Średnicy do 5 cm, pod kapeluszem biały i suchy, pod strefą pierścieniową brązowiejący.
Miąższ
Biały, zwarty, po przełamaniu nabierający barwy lekko łososiowej, o łagodnym smaku i nieznacznym zapachu.
Zarodniki
Eliptyczne, o wymiarach ok. 8–10×5,5–7 μm, gładkie, bez pory rostkowej. Wysyp zarodników biały, nieamyloidalny.

## Występowanie i siedlisko
Potwierdzono notowania tego gatunku w Danii, Hiszpanii, Norwegii, Słowenii, Stanach Zjednoczonych, Szwecji, Wielkiej Brytanii i Włoszech. W Polsce gatunek rzadki. Znajduje się na Czerwonej liście roślin i grzybów Polski. Ma status E – gatunek wymierający. Znajduje się na listach gatunków zagrożonych także w Belgii, Czechach, Niemczech, Estonii, Anglii, Holandii, Szwecji, Finlandii.
Występuje w lasach iglastych, pod sosnami (Pinus sp.), przeważnie na piaszczystych lub wapiennych glebach. Wytwarza owocniki od września do listopada.

## Znaczenie
Grzyb mikoryzowy. Grzyb jadalny, jednak gorzki i twardy. W Polsce był gatunkiem ściśle chronionym, od 9 października 2014 r. został wykreślony z listy gatunków grzybów chronionych.